# Alepas pacifica
Alepas pacifica es una especie de percebe de la familia Heteralepadidae. Es una especie pelágica y es asociada obligada de varias especies de medusas. Ocurre principalmente en el Océano Pacífico.

## Descripción
Alepas pacifica es una especie de percebe blanquecino y translúcido. Sus placas son livianas, sólo parcialmente calcificadas y de tamaño muy reducido.  

## Distribución
Alepas pacifica se encuentra en aguas tropicales y subtropicales del océano Índico y el océano Pacífico, y su área de distribución se extiende desde Australia y Malasia hasta China, Japón y la costa occidental de América del Norte. También se conoce en el océano Atlántico. 

## Ecología
Alepas pacifica vive en asociación con una medusa como la medusa fantasma Cyanea nozaki.  En esta asociación cuelga del margen de la campana. Tiene un color similar al de la medusa blanquecina, lo que la hace pasar desapercibida. Es un residente permanente, siempre se asocia con una medusa y aprovecha el rico suministro de alimento de las aguas superficiales en las que flota la medusa. 
Otras medusas que este percebe utiliza como huésped incluyen la medusa de Nomura (Nemopilema nomurai),  la medusa de yema de huevo (Phacellophora camtschatica), la medusa de rayas moradas (Chrysaora colorata) y varias otras especies de escifozoos. En el caso de la medusa de yema de huevo, un grupo de percebes puede estar adherido al exterior de la parte superior abovedada de la campana, pareciéndose más bien a una prenda para la cabeza. No es evidente que la medusa se vea perjudicada por la presencia del percebe. 
Aunque normalmente es un simbionte directo de las medusas, este percebe se ha encontrado adherido a otro percebe de su propia especie que a su vez estaba adherido a una medusa. Estos individuos con unión indirecta eran pequeños y tenían penes más largos que sus homólogos con unión directa, y pueden haber actuado como machos enanos. 